# التحلل (نفسية)

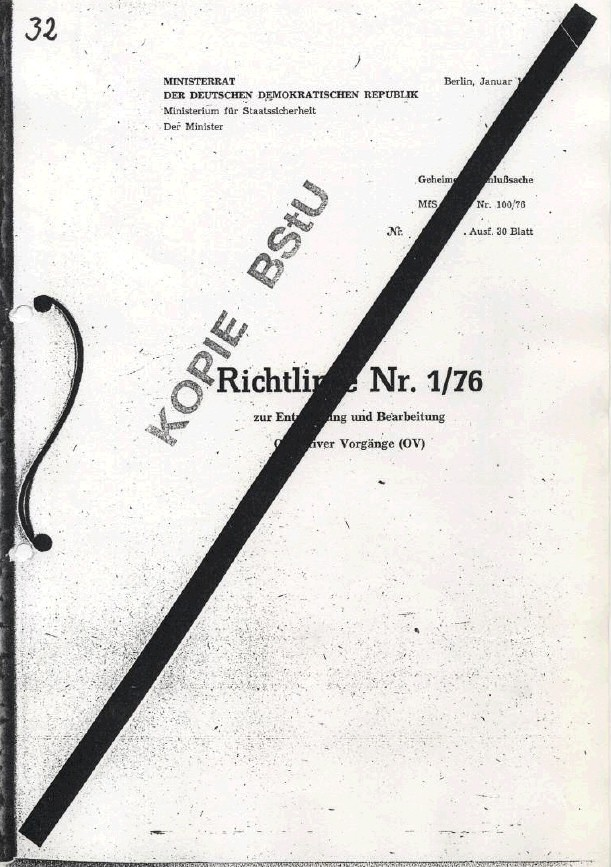

تعنى الكلمة بالعربية التحلل، وهو اسلوب حرب نفسية استخدمتها وزارة أمن الدولة في ألمانيا الشرقية خلال فترة السبعينات والثمانيات من1970حتى 1980، zersetzung اسلوب لمقاومة المنشقين المزعومين من خلال طرق خفية، مُستخدَم فيها سبل تحكم مُسيئة وسرية ومُستخدم فيها وسائل تلاعب نفسى لمنع الأنشطة المعارضة للحكومة.
كان يُستخدم هذا الاسلوب بشكل غير رسمى في ألمانيا الشرقية منذ الخمسينات 1950 مع اتباع الأمين العام والتراللبريتشت Walter  تطبيق القانون والقضاء بشكل نظامى ضد المنشقين.
في 1971؛ أراد إيرش هونيكرErich Honecker (الأمين العام) إعادة صياغة الإجراءات التشغيلية لتكون بعيدة عن خوف البريتشت Ulbricht العلنى تجاه التحلل؛ وجعله رسميا في 1976 بعد قضية التوجه رقم 1\76 عن تطوير ومراجعة الإجراءات التشغيلية، استخدم أمن الدولة علم النفس التشغيلى وشموليته لشبكات من الجماعات المتعاونة غير الرسمية ليُطلق هجمات نفسية شخصية ضد أهدافهم لتدميرعقلياتهم وتقليل فرصهم في القيام أي فعل عدائى ضد الدولة.
إن استخدام اسلوب التحلل مُوثق جيداً؛ نتيجة نشرملفات أمن الدولة بعد التغييرالاجتماعى السياسى في ألمانيا الشرقية بالآف الأشخاص «أكثر من 10,000 شخص» قُدِروا كضحايا، و5000 آخرون يعانون من أضرار مُبرمة؛ وقد تم تخصيص معاشات لتعويض ضحايا اسلوب التحلل.